# Majanggracht
De Majanggracht is een gracht met bijbehorende kaden in Amsterdam-Oost, ingedeeld bij de Indische Buurt.

## Geschiedenis en ligging
De gracht werd eind jaren negentig gegraven op het Java-eiland dat toen werd opgebouwd van aanlegplaats voor schepen tot woongebied. Ze doorsnijdt net als drie andere grachten het "eiland" van noord (het IJ) naar zuid (IJhaven). De gracht kreeg al op 23 maart 1994 haar naam (op de tekentafel), een vernoeming naar de Indonesische rivier Majang op Java. De inrichting van de gehele wijk was in handen van Sjoerd Soeters.

## Gebouwen
De huisnummers lopen op van 1 tot en met 20, terwijl huisnummer 19 ontbreekt (gegevens juli 2019). De bouwstijl van de panden is van rond 1995, waarbij architecten als Art Zaaijer inspiratie haalden uit de eeuwenoude bebouwing binnen de grachtengordel. Alle buurpanden zien er anders uit, maar hetzelfde type woningontwerp kan wel elders in de wijk gevonden worden. Alle gebouwhoogten en voorgevels verschillen op dezelfde wijze. Daarbij staan sommige soortgelijke panden tegenover elkaar, maar niet in de juiste volgorde, waardoor een spiegelbeeld wordt voorkomen. Zo hebben huisnummers 12 en 15 een veranda met eenzelfde kruis in de afscheiding.

## Kunstwerken
Van de vier grachten heeft alleen de Majanggracht vier bruggen. Over de gracht liggen van zuid naar noord Image, Light en Kunst, drie bouwkundige en artistieke kunstwerken, zogenaamde letterbruggen. Een vierde brug Majang genaamd heeft meer het uiterlijk van een klassieke brug.

## Afbeeldingen

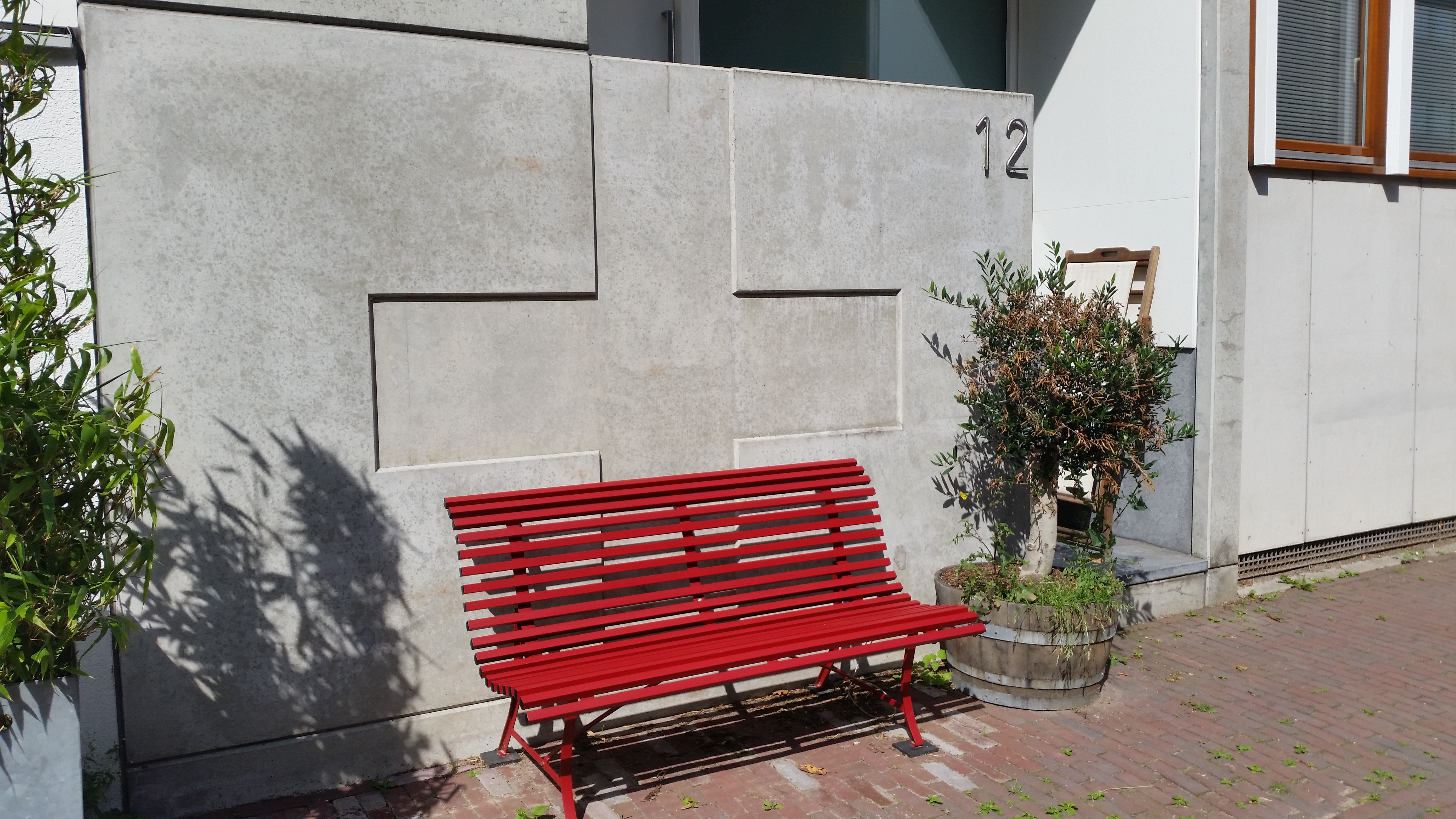
Majanggracht 12 (augustus 2019)
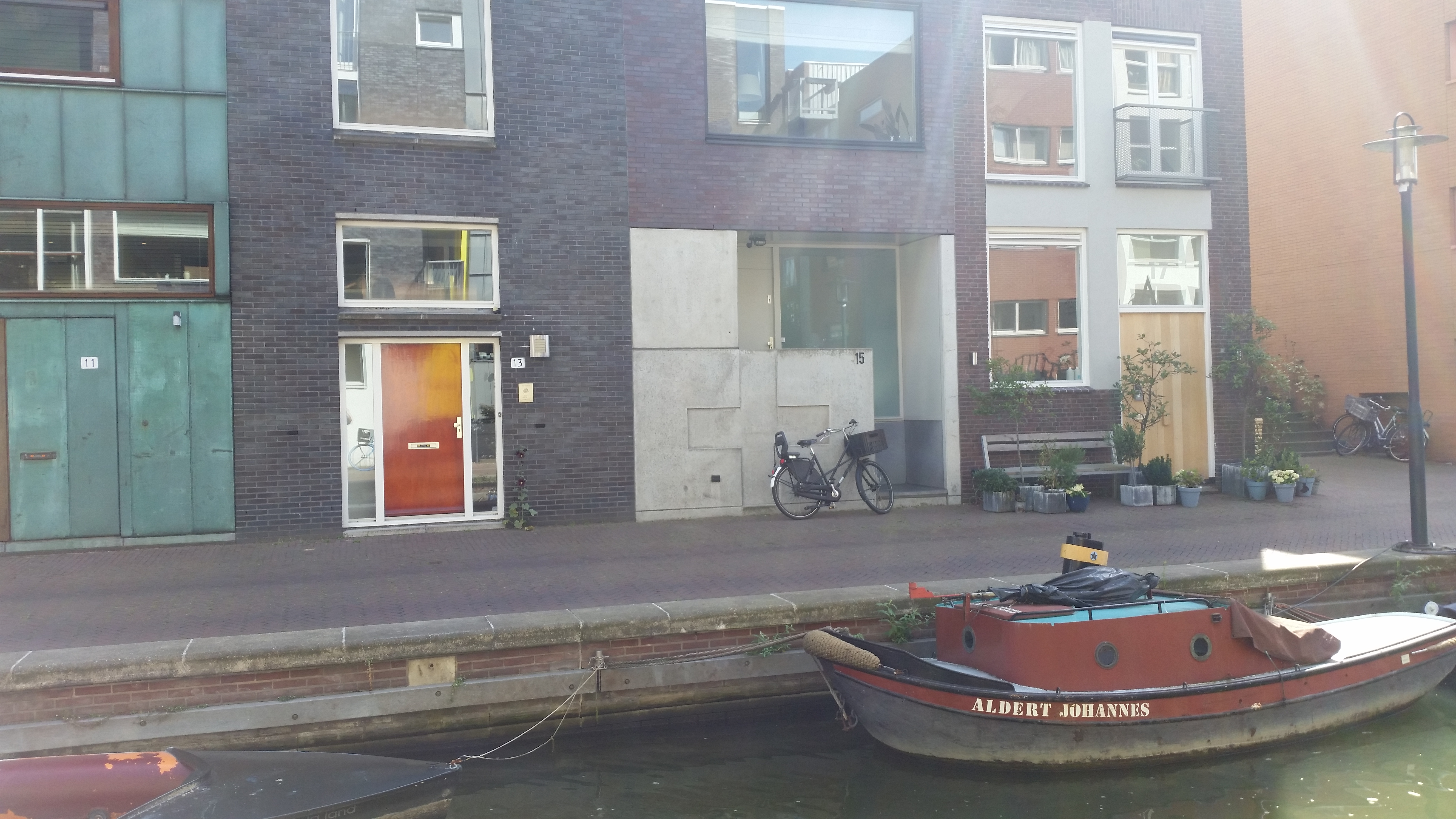
Majanggracht 15 met hetzelfde kruis (augustus 2019)